# آرنولد کولر
آرنولد کولر (انگلیسی: Arnold Koller؛ زادهٔ ۲۹ اوت ۱۹۳۳) سیاست‌مدار اهل سوئیس است. وی دو بار در سال‌های ۱۹۹۰ و ۱۹۹۷ رئیس‌جمهور سوئیس بود.